# Partecipanti al Giro dei Paesi Baschi 2023
Elenco dei partecipanti al Giro dei Paesi Baschi 2023.
Il Giro dei Paesi Baschi 2023 è stata la sessantaduesima edizione della corsa. Alla competizione presero parte ventitre squadre: le diciotto iscritte all'UCI World Tour 2023 e cinque dell'UCI ProTeam.
Ciascuna delle squadre è composta da sette ciclisti, per un totale di 161 ciclisti accreditati alla partenza.

## Corridori per squadra
Nota: R ritirato, NP non partito, FT fuori tempo, SQ squalificato
| Ineos Grenadiers  | Ineos Grenadiers       | Ineos Grenadiers  | AG2R Citroën Team        | AG2R Citroën Team        | AG2R Citroën Team        | Alpecin-Deceuninck    | Alpecin-Deceuninck      | Alpecin-Deceuninck    |
| ----------------- | ---------------------- | ----------------- | ------------------------ | ------------------------ | ------------------------ | --------------------- | ----------------------- | --------------------- |
| N°                | Ciclista               | Clas.             | N°                       | Ciclista                 | Clas.                    | N°                    | Ciclista                | Clas.                 |
| 1                 | Daniel Martínez        | 34°               | 11                       | Andrea Vendrame          | R 6ª                     | 21                    | Stefano Oldani          | R 4ª                  |
| 2                 | Egan Bernal            | 92°               | 12                       | Alex Baudin              | FT 6ª                    | 22                    | Tobias Bayer            | 88°                   |
| 3                 | Jonathan Castroviejo   | 48°               | 13                       | Felix Gall               | 10°                      | 23                    | Nicola Conci            | R 5ª                  |
| 4                 | Omar Fraile            | 55°               | 14                       | Jaakko Hänninen          | NP 1ª                    | 24                    | Quinten Hermans         | 52°                   |
| 5                 | Ethan Hayter           | 73°               | 15                       | Lawrence Warbasse        | 93°                      | 25                    | Jimmy Janssens          | 101°                  |
| 6                 | Brandon Rivera         | R 6ª              | 16                       | Valentin Paret-Peintre   | 69°                      | 26                    | Oscar Riesebeek         | NP 4ª                 |
| 7                 | Luke Plapp             | R 6ª              | 17                       | Nicolas Prodhomme        | R 6ª                     | 27                    | Robert Stannard         | R 5ª                  |
| Team Arkéa-Samsic | Team Arkéa-Samsic      | Team Arkéa-Samsic | Astana Qazaqstan Team    | Astana Qazaqstan Team    | Astana Qazaqstan Team    | Bora-Hansgrohe        | Bora-Hansgrohe          | Bora-Hansgrohe        |
| N°                | Ciclista               | Clas.             | N°                       | Ciclista                 | Clas.                    | N°                    | Ciclista                | Clas.                 |
| 31                | Cristián Rodríguez     | 14°               | 41                       | Luis León Sánchez        | 22°                      | 51                    | Emanuel Buchmann        | 19°                   |
| 32                | Clément Champoussin    | R 6ª              | 42                       | Gianni Moscon            | NP 5ª                    | 52                    | Giovanni Aleotti        | 59°                   |
| 33                | Thibault Guernalec     | R 6ª              | 43                       | David de la Cruz         | 31°                      | 53                    | Sergio Higuita          | 6°                    |
| 34                | Simon Guglielmi        | 30°               | 44                       | Fabio Felline            | R 5ª                     | 54                    | Luis-Joe Lührs          | R 5ª                  |
| 35                | Michel Ries            | 65°               | 45                       | Andrej Zejc              | 51°                      | 55                    | Anton Palzer            | 60°                   |
| 36                | Alan Riou              | R 6ª              | 46                       | Javier Romo              | R 3ª                     | 56                    | Ide Schelling           | R 6ª                  |
| 37                | Alessandro Verre       | R 2ª              | 47                       | Christian Scaroni        | R 4ª                     | 57                    | Florian Lipowitz        | 75°                   |
| Cofidis           | Cofidis                | Cofidis           | Team DSM                 | Team DSM                 | Team DSM                 | EF Education-EasyPost | EF Education-EasyPost   | EF Education-EasyPost |
| N°                | Ciclista               | Clas.             | N°                       | Ciclista                 | Clas.                    | N°                    | Ciclista                | Clas.                 |
| 61                | Ion Izagirre           | 3°                | 71                       | Florian Stork            | 38°                      | 81                    | Richard Carapaz         | R 5ª                  |
| 62                | Thomas Champion        | R 6ª              | 72                       | Romain Combaud           | 100°                     | 82                    | Andrey Amador           | 80°                   |
| 63                | Simon Geschke          | 87°               | 73                       | Matthew Dinham           | 84°                      | 83                    | Jonathan Caicedo        | 77°                   |
| 64                | José Herrada           | 83°               | 74                       | Andreas Leknessund       | 26°                      | 84                    | Esteban Chaves          | 12°                   |
| 65                | Jonathan Lastra        | 35°               | 75                       | Martijn Tusveld          | 70°                      | 85                    | Odd Christian Eiking    | 46°                   |
| 66                | Rémy Rochas            | 47°               | 76                       | Harm Vanhoucke           | 57°                      | 86                    | Merhawi Kudus           | 68°                   |
| 67                | Harrison Wood          | R 3ª              | 77                       | Henri Vandenabeele       | R 5ª                     | 87                    | Rigoberto Urán          | 18°                   |
| Groupama-FDJ      | Groupama-FDJ           | Groupama-FDJ      | Intermarché-Circus-Wanty | Intermarché-Circus-Wanty | Intermarché-Circus-Wanty | Team Jayco AlUla      | Team Jayco AlUla        | Team Jayco AlUla      |
| N°                | Ciclista               | Clas.             | N°                       | Ciclista                 | Clas.                    | N°                    | Ciclista                | Clas.                 |
| 91                | David Gaudu            | 4°                | 101                      | Rui Costa                | R 6ª                     | 111                   | Simon Yates             | 9°                    |
| 92                | Bruno Armirail         | 61°               | 102                      | Lilian Calmejane         | 62°                      | 112                   | Lawson Craddock         | 76°                   |
| 93                | Romain Grégoire        | 50°               | 103                      | Tom Paquot               | R 4ª                     | 113                   | Eddie Dunbar            | 72°                   |
| 94                | Matthieu Ladagnous     | 97°               | 104                      | Laurens Huys             | 42°                      | 114                   | Chris Harper            | R 6ª                  |
| 95                | Quentin Pacher         | 37°               | 105                      | Dion Smith               | 49°                      | 115                   | Christopher Juul Jensen | 71°                   |
| 96                | Michael Storer         | 44°               | 106                      | Rein Taaramäe            | 15°                      | 116                   | Jan Maas                | 89°                   |
| 97                | Lars van den Berg      | FT 6ª             | 107                      | Georg Zimmermann         | 54°                      | 117                   | Matteo Sobrero          | 16°                   |
| Movistar Team     | Movistar Team          | Movistar Team     | Soudal Quick-Step        | Soudal Quick-Step        | Soudal Quick-Step        | Bahrain Victorious    | Bahrain Victorious      | Bahrain Victorious    |
| N°                | Ciclista               | Clas.             | N°                       | Ciclista                 | Clas.                    | N°                    | Ciclista                | Clas.                 |
| 121               | Enric Mas              | 5°                | 131                      | Rémi Cavagna             | 63°                      | 141                   | Mikel Landa             | 2°                    |
| 122               | Ruben Guerreiro        | 23°               | 132                      | Andrea Bagioli           | R 6ª                     | 142                   | Pello Bilbao            | NP 2ª                 |
| 123               | Alex Aranburu          | 36°               | 133                      | Dries Devenyns           | R 6ª                     | 143                   | Yukiya Arashiro         | R 6ª                  |
| 124               | Jorge Arcas            | 86°               | 134                      | James Knox               | 8°                       | 144                   | Rainer Kepplinger       | R 6ª                  |
| 125               | Nelson Oliveira        | 33°               | 135                      | Mauro Schmid             | 11°                      | 145                   | Hermann Pernsteiner     | 28°                   |
| 126               | Gonzalo Serrano        | 79°               | 136                      | Martin Svrček            | R 6ª                     | 146                   | Jasha Sütterlin         | R 6ª                  |
| 127               | Gorka Izagirre         | 41°               | 137                      | Mattia Cattaneo          | 25°                      | 147                   | Edoardo Zambanini       | 67°                   |
| Trek-Segafredo    | Trek-Segafredo         | Trek-Segafredo    | Jumbo-Visma              | Jumbo-Visma              | Jumbo-Visma              | UAE Team Emirates     | UAE Team Emirates       | UAE Team Emirates     |
| N°                | Ciclista               | Clas.             | N°                       | Ciclista                 | Clas.                    | N°                    | Ciclista                | Clas.                 |
| 151               | Tony Gallopin          | 40°               | 161                      | Jonas Vingegaard         | 1°                       | 171                   | Brandon McNulty         | 7°                    |
| 152               | Jon Aberasturi         | R 6ª              | 162                      | Rohan Dennis             | R 4ª                     | 172                   | Marc Hirschi            | 39°                   |
| 153               | Amanuel Gebreigzabhier | 78°               | 163                      | Lennard Hofstede         | R 6ª                     | 173                   | Davide Formolo          | R 6ª                  |
| 154               | Mattias Skjelmose      | 17°               | 164                      | Steven Kruijswijk        | 32°                      | 174                   | Felix Großschartner     | R 6ª                  |
| 155               | Bauke Mollema          | 43°               | 165                      | Gijs Leemreize           | 82°                      | 175                   | Michael Vink            | 91°                   |
| 156               | Juan Pedro López       | 24°               | 166                      | Sam Oomen                | 29°                      | 176                   | Marc Soler              | R 2ª                  |
| 157               | Natnael Tesfatsion     | R 6ª              | 167                      | Attila Valter            | 13°                      | 177                   | Domen Novak             | 98°                   |
| Burgos-BH         | Burgos-BH              | Burgos-BH         | Caja Rural-Seguros RGA   | Caja Rural-Seguros RGA   | Caja Rural-Seguros RGA   | Equipo Kern Pharma    | Equipo Kern Pharma      | Equipo Kern Pharma    |
| N°                | Ciclista               | Clas.             | N°                       | Ciclista                 | Clas.                    | N°                    | Ciclista                | Clas.                 |
| 181               | Ander Okamika          | 90°               | 191                      | Jokin Murguialday        | R 6ª                     | 201                   | Jordi López             | 96°                   |
| 182               | Andrés Camilo Ardila   | R 5ª              | 192                      | Orluis Aular             | NP 6ª                    | 202                   | Jon Agirre              | R 6ª                  |
| 183               | Antonio Angulo         | R 6ª              | 193                      | Abel Balderstone         | 66°                      | 203                   | Igor Arrieta            | 27°                   |
| 184               | José Manuel Díaz       | R 6ª              | 194                      | Jon Barrenetxea          | 99°                      | 204                   | Giovanni Carboni        | 74°                   |
| 185               | Jesús Ezquerra         | NP 4ª             | 195                      | Jefferson Alveiro Cepeda | R 6ª                     | 205                   | Iñigo Elosegui          | NP 6ª                 |
| 186               | Victor Langellotti     | 56°               | 196                      | Joel Nicolau             | 102°                     | 206                   | Carlos García Pierna    | FT 6ª                 |
| 187               | Daniel Navarro         | R 6ª              | 197                      | Eduard Prades            | R 5ª                     | 207                   | Ibon Ruiz               | 95°                   |
| Euskaltel-Euskadi | Euskaltel-Euskadi      | Euskaltel-Euskadi | TotalEnergies            | TotalEnergies            | TotalEnergies            |                       |                         |                       |
| N°                | Ciclista               | Clas.             | N°                       | Ciclista                 | Clas.                    |                       |                         |                       |
| 211               | Mikel Bizkarra         | 21°               | 221                      | Víctor de la Parte       | 20°                      |                       |                         |                       |
| 212               | Joan Bou               | 85°               | 222                      | Mathieu Burgaudeau       | 53°                      |                       |                         |                       |
| 213               | Carlos Canal           | R 6ª              | 223                      | Jérémy Cabot             | 94°                      |                       |                         |                       |
| 214               | Asier Etxeberria       | R 6ª              | 224                      | Steff Cras               | R 6ª                     |                       |                         |                       |
| 215               | Unai Iribar            | 64°               | 225                      | Alan Jousseaume          | 58°                      |                       |                         |                       |
| 216               | Txomin Juaristi        | 81°               | 226                      | Pierre Latour            | R 6ª                     |                       |                         |                       |
| 217               | Gotzon Martín          | 45°               | 227                      | Alexis Vuillermoz        | R 2ª                     |                       |                         |                       |